# Temnopis jolyi
Temnopis jolyi là một loài bọ cánh cứng trong họ Cerambycidae.